# Lucía Corpacci
Lucía Benigna Corpacci  được sinh ra tại San Fernando del Valle de Catamarca, Argentina, vào ngày 4 tháng 12 năm 1959. Bà là con gái của Sebastián Corpacci và Teresa Saadi. Sau một sự nghiệp y tế xuất sắc ở Córdoba, Buenos Aires và Catamarca, bà tham gia chính trị, được bầu với tư cách người của Phó thống đốc Catamarca (2007), Thượng nghị sĩ cấp quốc gia (2009) và Thống đốc bang hai lần (2011 và 2015).

## Tiểu sử
Corpacci học giáo dục tiểu học và trung học tại Colegio del Carmen và San José tại thủ đô của Catamarca.
Sau khi học xong Trung học bà bắt đầu học ngành y tại Đại học Quốc gia Córdoba, và tốt nghiệp chuyên ngành Bác sĩ phẫu thuật Y khoa năm 1982.
Corpacci đã thực tập tại Bệnh viện Rawson ở Córdoba trong 1 năm, và sau đó làm việc tại Bệnh viện Francisco Javier Muñiz ở thành phố Buenos Aires. Ở đó, bà đã nghiên cứu chuyên khoa về các bệnh truyền nhiễm và tốt nghiệp Bác sĩ truyền nhiễm vào năm 1986.
Ở Muñiz, bà làm bác sĩ chăm sóc tích cực từ năm 1984 đến 1988.
Trở về Catamarca, bà bước vào đoàn hệ đầu tiên của Khoa Khoa học Sức khỏe của Đại học Quốc gia Catamarca, nơi bà đã hoàn thành bằng Thạc sĩ về các bệnh lưu hành.
Giữa năm 1988 và 2000, bà làm việc trong Dịch vụ Truyền nhiễm của Bệnh viện Interzonal San Juan Bautista, nơi bà đảm nhận chức vụ đứng đầu. Đồng thời, bà thực hiện các chức năng trong các lĩnh vực của Bảo vệ và Đơn vị Chăm sóc Chuyên sâu của bệnh viện.
Năm 1998, Corpacci đã giành chiến thắng trong cuộc thi học thuật danh hiệu Chủ tịch Vi sinh vật của Khoa Khoa học Sức khỏe của Đại học Quốc gia Catamarca.
Trong năm 2002, Corpacci phụ trách Trung tâm Único de Referenceencia (CUR), và hoạt động tại Bệnh viện Interzonal San Juan Bautista. Đây là trung tâm duy nhất dành riêng cho việc điều trị và nghiên cứu về AIDS trong tỉnh.
Sau đó, bà được triệu tập để thực hiện sự chỉ đạo của Đơn vị Quản lý 24, Phái đoàn Catamarca của PAMI, nhiệm vụ này hoàn thành trong khoảng từ năm 2003 đến 2005.
Corpacci được Chính phủ Quốc gia bổ nhiệm vào năm 2005 làm Giám đốc Trung tâm Tham chiếu của Bộ Phát triển Xã hội tại Catamarca, nhiệm vụ mà bà đã thực hiện cho đến năm 2007.
Năm 2005, bà là một Ứng cử viên quốc gia ở vị trí thứ hai trong danh sách ứng cử viên.